# István Kovács (fotbalista, 1992)
István Kovács (* 27. března 1992, Szombathely, Maďarsko) je maďarský fotbalový záložník a reprezentant, který v současnosti hraje za maďarský klub Videoton FC.

## Klubová kariéra
V profesionální kopané debutoval v dresu maďarského klubu Szombathelyi Haladás. V lednu 2012 přestoupil do týmu Videoton FC, podepsal smlouvu do června 2016.

## Reprezentační kariéra
V A-mužstvu Maďarska debutoval 22. 3. 2013 v kvalifikačním zápase v Budapešti proti týmu Rumunska (remíza 2:2).